# Lago Kizi
Il lago Kizi (in russo озеро Кизи́?, o Большо́е Кизи́, Grande Kizì) è un lago d'acqua dolce dell'Estremo Oriente russo nel bacino del fiume Amur. Si trova nell'Ul'čskij rajon del Territorio di Chabarovsk.

## Descrizione
Il lago, incorniciato da bassi rilievi a nord e a sud, si trova poco distante dalla riva destra dell'Amur, al quale è collegato da una serie di canali. La sua estremità orientale dista solo 8,5 km dallo Stretto dei Tartari. Ha una superficie di 281 km² e una profondità massima di 4 metri. Si estenda da est a ovest per 48 km, con una larghezza massima (nord-sud) di 10 km.
Il Kizi è diviso in più parti, chiamate: golfo Ajskij, Basso Kizi, Alto Kizi (Айский залив, Нижнее Кизи, Верхнее Кизи). Alimentano il lago il fiume Jaj e diversi torrenti. Sulle rive del lago ci sono vari insediamenti appartenenti al distretto Ul'čskij: Kizi, Čil’ba, Tulinskoe, Bol'šie Sanniki, Mariinskij Rejd. Il lago si congela all'inizio di novembre, la rottura del ghiaccio si verifica di solito a metà maggio.

### Flora e fauna
La vegetazione acquatica costiera è rappresentata da Scirpus, Phragmites e calamo.
Il lago è ricco di pesce. Vi si trova: cavedano, salmerino, leucisco, pesce persico, bottatrice, omul, gobione, coregone, Coregonus tugun, alburno, storione tozzo, luccio, ido e pesci del genere Carassius, Rutilus e Sander.